# Kiyoko Shimahara
Kiyoko Shimahara (jap. 嶋原清子, Shimahara Kiyoko; * 22. Dezember 1976 im heutigen Suō-Ōshima, Präfektur Yamaguchi) ist eine ehemalige japanische Marathonläuferin.
2003 stellte sie beim Katsuta-Marathon mit 2:28:17 einen Streckenrekord auf. Im selben Jahr wurde sie Dritte beim Tokyo International Women’s Marathon, und ein Jahr später verbesserte sie sich dort um einen Platz. 2005 stellte sie als Zweite beim Hokkaidō-Marathon mit 2:26:14 eine persönliche Bestzeit auf. 2006 wurde sie Dritte beim Osaka Women’s Marathon und Fünfte beim Boston-Marathon.
Beim Marathon der Leichtathletik-Weltmeisterschaften 2007 in Osaka wurde sie Sechste und holte Bronze in der Mannschaftswertung. 2008 gewann sie den Honolulu-Marathon sowie 2009 den Hokkaidō-Marathon, wo sie ihre Bestleistung auf 2:25:10 steigerte und gleichzeitig einen Streckenrekord aufstellte.
Kiyoko Shimahara ist 1,54 m groß und wiegt 43 kg. Sie ist eine Absolventin der Kokushikan-Universität und startet seit 2007 für den Second Wind AC.